# Ceratagallia grisea
Ceratagallia grisea är en insektsart som beskrevs av Paul W. Oman 1935. Ceratagallia grisea ingår i släktet Ceratagallia och familjen dvärgstritar. Inga underarter finns listade i Catalogue of Life.